# Гивелд
Гивелд (фр. Ghyvelde) насеље је и општина у североисточној Француској у региону Север-Па д Кале, у департману Север која припада префектури Денкерк.
По подацима из 2011. године у општини је живело 3239 становника, а густина насељености је износила 196,78 становника/km². Општина се простире на површини од 16,46 km². Налази се на средњој надморској висини од 4 метра (максималној 25 m, а минималној 0 m).

## Демографија
| 1962. | 1968. | 1975. | 1982. | 1990. | 1999. | 2011. |
| ----- | ----- | ----- | ----- | ----- | ----- | ----- |
| 1.786 | 2.032 | 2.014 | 3.069 | 2.973 | 3.009 | 3.239 |